# البرتو اژوگو-اوونو
البرتو اژوگو-اوونو (انگلیسی: Alberto Edjogo-Owono؛ زادهٔ ۲۱ آوریل ۱۹۸۴) بازیکن فوتبال اهل اسپانیا است.
از باشگاه‌هایی که در آن بازی کرده‌است می‌توان به باشگاه فوتبال سابادل اشاره کرد.
وی همچنین در تیم‌های ملی فوتبال گینه استوایی بازی کرده‌است.